# Goodgame Studios

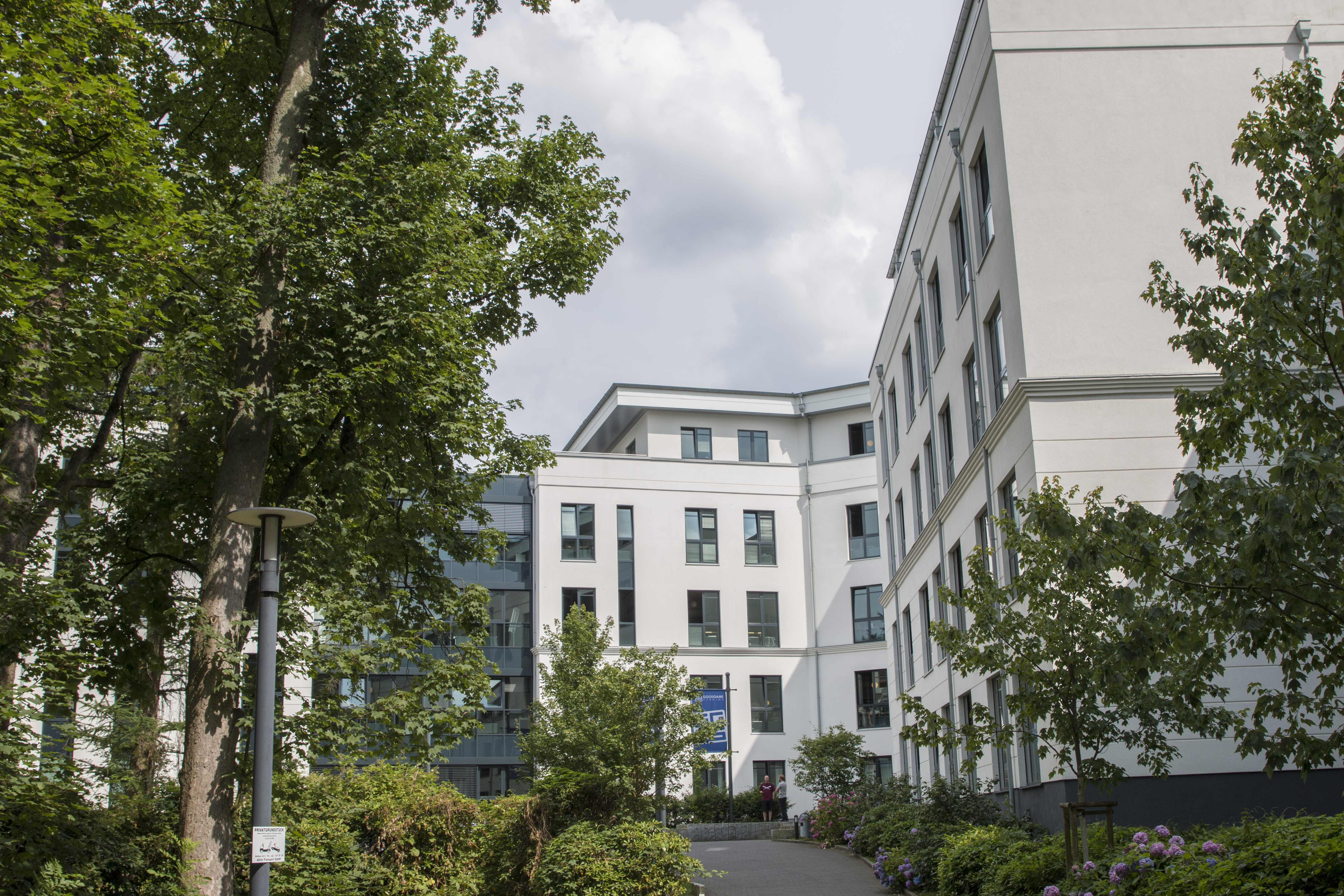
Goodgame Studios Westend Village Campus

Goodgame Studios é uma companhia de jogos online fundado em 2009 e a sua sede fica em Hamburgo, Alemanha. A companhia faz jogos, incluindo Goodgame Empire, Goodgame Big Farm, Goodgame Gangster, Goodgame Poker, Legends of Honor, BigFarm:Mobile Harvest, Empire:Four Kingdoms, Skytopia, Empire:World award III e Empire:Age of Knights.

## Jogos da Goodgame
Goodgame Empire é um free-to-play medieval de estrategia lançado em Agosto de 2011. Os jogadores trabalham no castelo como governadores e usam tropas para atacar outros castelos, entram em alianças, participam de eventos, entre outras coisas. Goodgame Empire é um browser game; Empire: Four Kingdoms é um jogo para Android e iOS.
Goodgame Big Farm é um free-to-play na fazenda. Participam em cooperativas, produzem produtos.

## Relações externas
- Official website